# کلاستال
کلاستال (به انگلیسی: Clustal) یکی از برنامه‌های رایانه‌ای معروف برای هم تراز کردن چندگانه توالی‌ها است. آخرین نسخهٔ این برنامه، ویرایش ۲٫۱ آن می‌باشد. دو گونهٔ مختلف از این برنامه موجود است:
- ClustalW: که واسط کاربر متنی دارد.
- ClustalX: که دارای واسط کاربر گرافیکی است و دارای نسخه‌های قابل اجرا در سیستم عامل‌های ویندوز، لینوکس و مکینتاش است.

این برنامه از وبگاه کلاستال یا سرور اف.تی.پی انستیتو بیوانفورماتیک اروپا قابل دسترسی است.

## ورودی
این برنامه قالب‌های گوناگونی را به عنوان ورودی می‌پذیرد؛ برخی از آن‌ها عبارت‌اند از: NBRF/PIR, FASTA, EMBL/Swissprot, Clustal, GCC/MSF, GCG9 RSF و GDE.

## خروجی
خروجی این برنامه می‌تواند در قالب یکی یا چند تا از قالب‌های Clustal, NBRF/PIR, GCG/MSF, PHYLIP, GDE یا NEXUS باشد.

## هم تراز کردن چندگانه توالی‌ها
در الگوریتم کلاستال برای هم تراز کردن چند توالی با هم سه گام اصلی وجود دارد:
1. انجام هم تراز کردن جفتی
2. ساخت یک درخت فیلوژنتیک (و یا استفاده از یک درخت ساخته شده توسط کاربر)
3. استفاده از درخت فیلوژنتیک برای هم تراز کردن چندگانه توالی‌ها

با انتخاب گزینهٔ "Do Complete Alignment" همهٔ این مراحل به‌طور خودکار انجام می‌شوند. گزینه‌های دیگر شامل "Do Alignment from guide tree" و "Produce guide tree only" می‌باشد.

## تنظیمات
کاربران می‌توانند هم تراز کردن توالی‌ها را با تنظیمات پیش فرض انجام دهند؛ هرچند معمولاً با تغییر دادن تنظیمات با پارامترهای خاص خود نتیجهٔ بهتری بدست می‌آید. این پارامترها، جریمهٔ گشایش فاصله و جریمهٔ گسترش فاصله می‌باشند.